# Dekanat Del Ave María (archidiecezja Cartagena de Indias)
Dekanat Del Ave María – jeden z 11 dekanatów rzymskokatolickiej archidiecezji Cartagena de Indias w Kolumbii. 
Według stanu na styczeń 2017 w skład dekanatu Del Ave María wchodziło 5 parafii rzymskokatolickich. Urząd dziekana sprawował wówczas Padre Aroldo Herrera. 

## Lista parafii
Źródło:
| Lp. | Miejscowość         | Parafia                                      | Grafika | Kościół                                                            | Adres                                                       | Proboszcz                              |
| --- | ------------------- | -------------------------------------------- | ------- | ------------------------------------------------------------------ | ----------------------------------------------------------- | -------------------------------------- |
| 1   | Cartagena de Indias | Parafia św. Jadwigi                          |         | Kościół św. Jadwigi w Cartagena de Indias                          | El Pozón Mz.F Lt.6, Cartagena                               | ks. Lucien Miltiado Hebert Morose, OMI |
| 2   | Cartagena de Indias | Parafia Najświętszej Maryi Panny "Ave Maria" |         | Kościół Najświętszej Maryi Panny "Ave Maria" w Cartagena de Indias | Urb. La India Mz 9 Casa 9                                   | ks. Javier Eduardo Rosanía Pacheco     |
| 3   | Cartagena de Indias | Parafia Matki Bożej Fatimskiej               |         | Kościół Matki Bożej Fatimskiej w Cartagena de Indias               | Villas de la Candelaria Mz 13 Lt 21                         | ks. Aroldo Herrera Carmona             |
| 4   | Cartagena de Indias | Parafia św. Błażeja                          |         | Kościół św. Błażeja w Cartagena de Indias                          | El Pozón Cr 88, Cll principal 60 – 56, Cartagena            | ks. Lucien Miltiado Hebert Morose, OMI |
| 5   | Cartagena de Indias | Parafia św. Carlosa José Eugenio             |         | Kościół św. Carlosa José Eugenio w Cartagena de Indias             | El Pozón, Sector la Estrella, manzana G lote 114, Cartagena | ks. P. Louis Josnel Lubin, OMI         |